# Baron (Rebsorte)

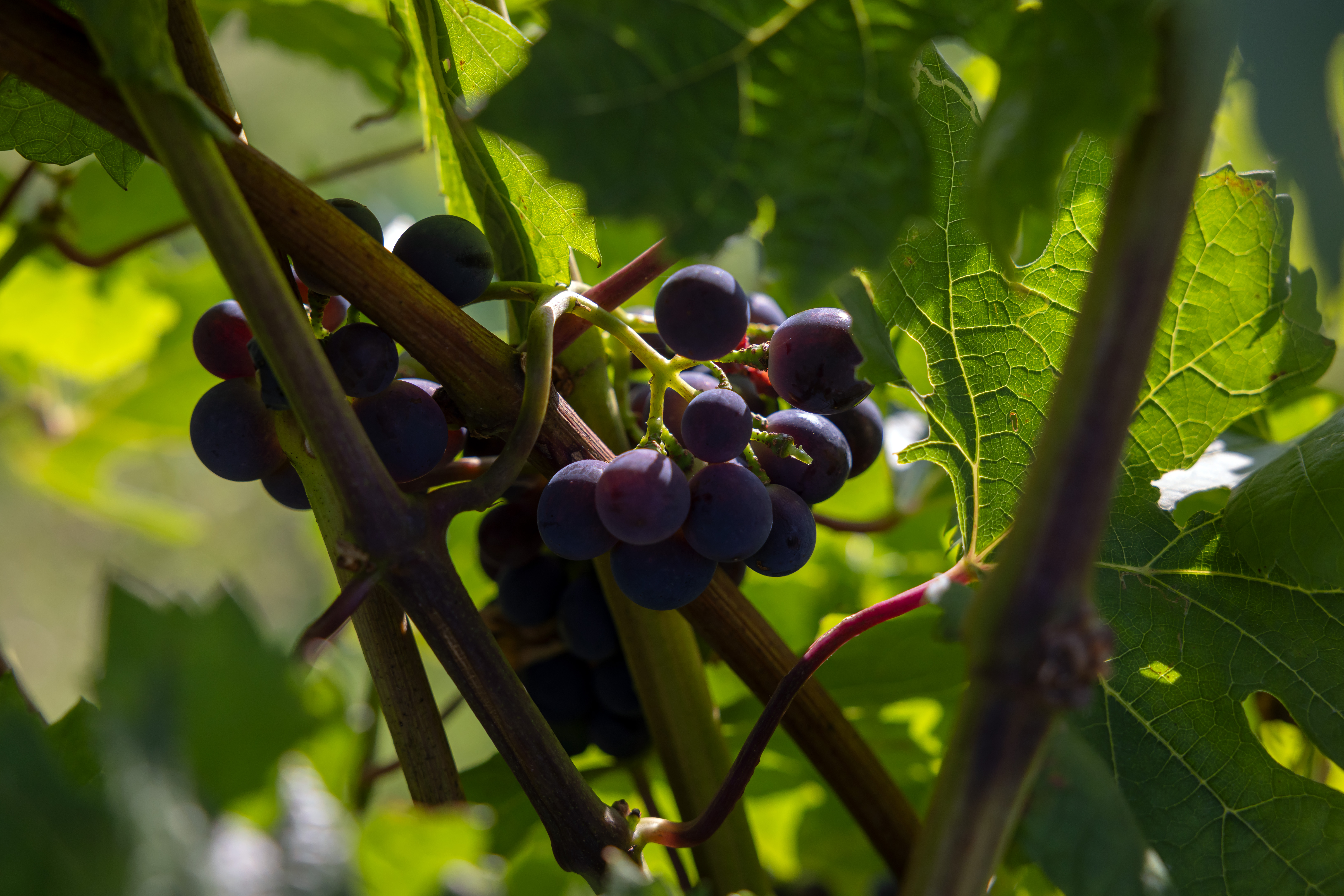
Wein der Sorte Baron in Klosterneuburg (August 2025)

Baron ist eine 1983 neu gezüchtete pilzwiderstandsfähige Rotweinsorte. Baron wurde am Staatlichen Weinbauinstitut Freiburg durch Norbert Becker aus den Sorten Cabernet Sauvignon (als Muttersorte, ♀) und Bronner (als Vatersorte, ♂) gekreuzt. Die Rebsorte Bronner wiederum ging aus den Elternsorten Merzling (als Muttersorte, ♀) und Gm 6494 (als Vaterpopulation, ♂) hervor. Trotz des Einflusses der Rebsorte Vitis amurensis über die Sorte Gm 6494 zählt Baron nicht zur Familie der Hybridreben. Aus der gleichen Kreuzung ging die Rebsorte Cabernet Carbon hervor.
Baron wurde unter der Zuchtstammnummer FR 455-83 r vom Züchter geführt, im Jahr 2000 beim Bundessortenamt in Hannover (BSA) zum Sortenschutz und zur Eintragung in die Sortenliste beantragt. Kleinste Bestände sind auch in der Schweiz bekannt (0,3 Hektar, Stand 2018).
Der Name „Baron“ spielt auf den noblen Charakter der Rebsorte an.

## Eigenschaften der Rebe

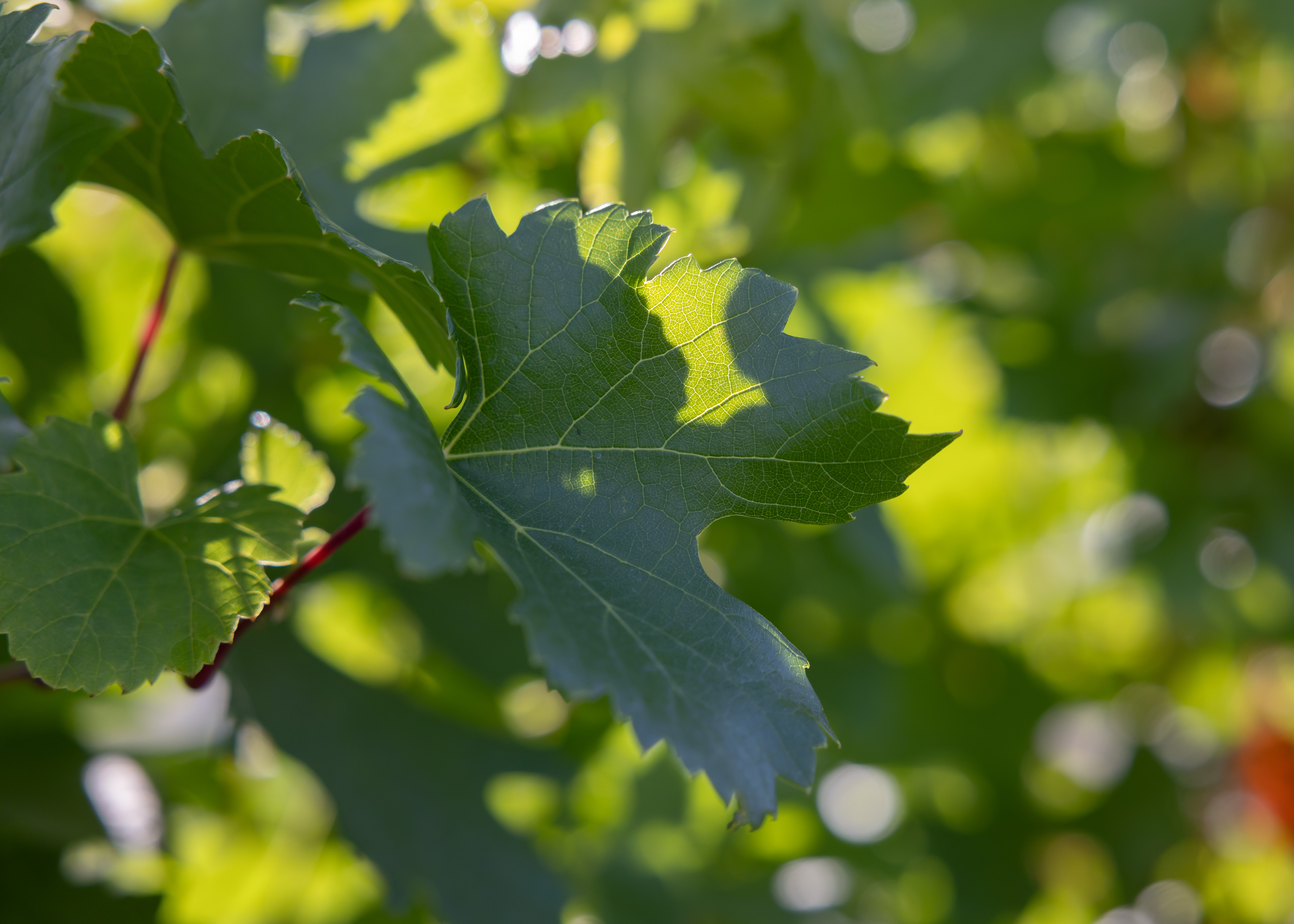
Blatt der Weinsorte Baron

Die Blätter sind mittelgroß und kräftig glänzend grün. Die Trauben sind länglich und walzenförmig. Austrieb, Blüte und Reifungsbeginn erfolgen etwa zeitgleich zum Spätburgunder. Die Frostfestigkeit gilt als gut. Die Sorte beansprucht gute Lagen mit ausreichender Reifedauer.

## Eigenschaften des Weins
Die Weine vom Burgundertyp sind kräftig, farbstoffreich und haben kräftige Tannine. Die Sorte kann sortenrein sowie im Verschnitt mit Burgunderweinen eingesetzt werden.

## Synonyme
Die Rebsorte Baron ist auch unter der Zuchtstammnummer FR 455-83 r bekannt.

## Abstammung
Norbert Becker nutzte zur Kreuzung dieser Sorte die Elternsorten Cabernet Sauvignon als Mutter und Bronner als Vater, der wiederum aus der Kreuzung von Merzling X Gm 6494 (Geisenheim 6494) hervorging. Gm 6494 war eine Sämlingspopulation, die im Jahre 1964 durch Professor V. Kraus in der damaligen Tschechoslowakei aus den Rebsorten Severnyi x St. Laurent gekreuzt wurde. Prof. Kraus bot die Sämlinge Prof. Dr. Helmut Becker (1927–1990), damals an der Forschungsanstalt Geisenheim tätig, an, der die Bedeutung dieses Materials erkannte und es züchterisch in Nachkommenschaftsprüfungen weiterbearbeitete. Aus der Sämlingspopulation Gm 6494 wurde der Sämling Gm 6494-5 aufgrund seiner besonderen Leistungsfähigkeit ausgelesen und später unter dem Sortennamen Rondo als eigenständige Rebsorte vermehrt und in die Praxis gebracht.
Norbert Becker recherchierte bei den Kreuzungen von Vilem Kraus aus dem Jahr 1964 für die Sämlingspopulation, die erst in Geisenheim die Bezeichnung Gm 6494 erhalten hatte, irrtümlich die Rebsorte Saperawi Severni statt Zarya Severa als Muttersorte ♀. Eine differenzierte Nachrecherche von N. Beckers Nachfolger Volker Jörger zusammen mit Kollegen von der Forschungsanstalt Geisenheim konnte den Irrtum aufzeigen und die wahre Elternschaft galt in Fachkreisen 2003 als gesichert geklärt. Diese Erkenntnisse konnten jedoch nicht mehr in der 13. Auflage des Taschenbuch der Rebsorten aufgenommen werden. Molekularbiologische Untersuchungen im Rahmen der Kartierung des Mehltauresistenzlocus Rpv10 ergaben, dass weder Saperavi Severnyi noch Zarya Severa als Großelternteil von Baron in Frage kommen und stattdessen Severnyi verwendet wurde.
Abstammung: Cabernet Sauvignon × (Merzling × (Severnyi × St. Laurent))